# Heritiera actinophylla
Heritiera actinophylla är en malvaväxtart. Heritiera actinophylla ingår i släktet Heritiera och familjen malvaväxter.

## Underarter
Arten delas in i följande underarter:
- H. a. actinophyllum
- H. a. diversifolium

## Bildgalleri

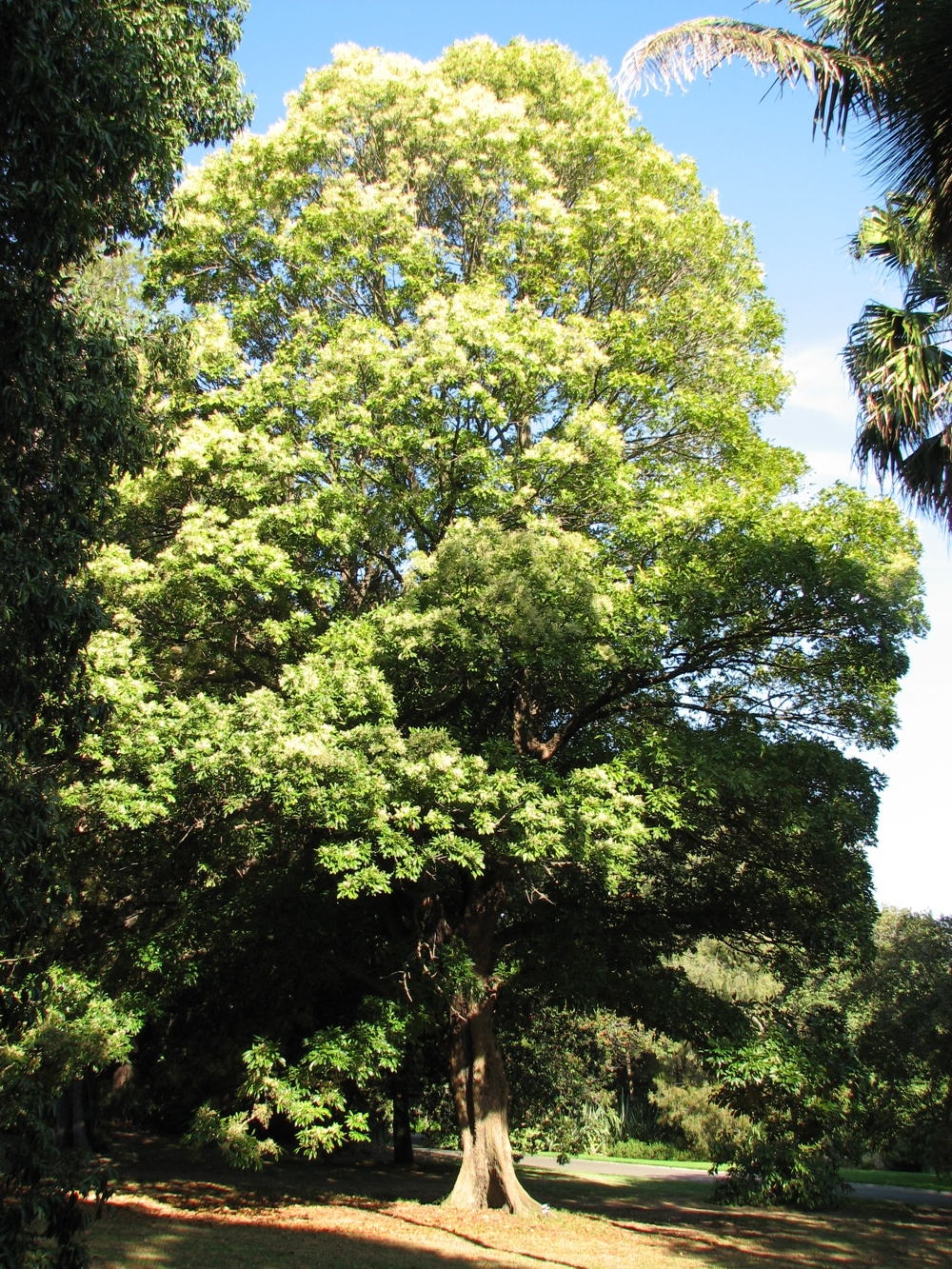
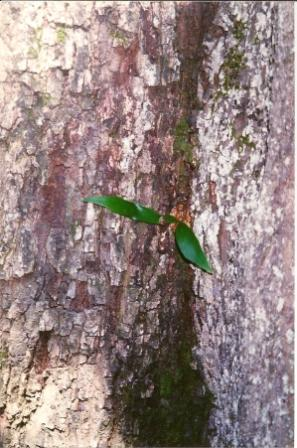